# 泰穆·凯斯泰里
泰穆·凯斯泰里（芬蘭語：Teemu Keisteri，1985年—），是芬兰视觉艺术家。他创作了“乌凯利”（Ukkeli）的人物形象，并运用于他的商品推销中，如T恤、画作、明信片、杯子或盘子等。他作为音乐会DJ时使用Windows95Man为艺名。在乌凯利人物形象中，他讲述文化现象、芬兰人的生活方式，并常嘲笑自己。
凯斯泰里曾在拉赫蒂的设计学院学习过摄影。他提及过在学习过程中他意识到自己是一个视觉艺术家，而不是摄影家。他也以影像艺术家、舞蹈演员及DJ而著称。他在赫尔辛基卡利奥区有自己的画廊。
凯斯泰里以艺名Windows95Man和亨里·皮斯帕宁（Henri Piispanen）一起参加并赢得了2024年新音乐比赛，参赛歌曲是《没有规则！》，并将代表芬兰参加2024年歐洲歌唱大賽。